# Ferruzzano
Ferruzzano là một đô thị ở tỉnh Reggio Calabria trong vùng Calabria, Ý, có cự ly khoảng 110 km về phía tây nam của Catanzaro và khoảng 40 km về phía đông của Reggio Calabria. Tại thời điểm ngày 31 tháng 12 năm 2004, đô thị này có dân số 863 người và diện tích là 19,1 km².
Ferruzzano giáp các đô thị: Bianco, Bruzzano Zeffirio, Caraffa del Bianco, Sant'Agata del Bianco.
Đây là quê hương của Giuseppe Zangara, người đã cố ám sát Franklin Delano Roosevelt.